# 宇宙的膨脹
宇宙的膨脹是指可觀測宇宙中，那些未受引力束縛區域之間的距離會隨時間而增加。這是一種內在的膨脹現象，因此它並不代表宇宙會「擴展」到某個外部空間，也不表示在宇宙之外還有其他空間存在。對宇宙中的任何觀察者來說，除了那些因引力相互牽引而靠近的星系外，其餘星系看似都會以與它們距離成正比的速度逐漸遠離。雖然物體不能以超過光速的速度運動，但這項限制僅適用於局部的參考系，不會影響那些在宇宙尺度上遙遠天體的退行速度。